# Роберт Шапіро
Роберт Еліас Шапіро (англ. Robert Elias Schapire; нар. 1963 року) — американський науковець, професор кафедри комп'ютерних наук в Принстонському університеті. Нещодавно перейшов до Microsoft Research. Його основна спеціальність — теоретичне та прикладне машинне навчання.

## Навчання
Роберт Шапіро закінчив Браунський університет. У 1991 році він захистив кандидатську дисертацію (науковий керівник — Рональд Рівест) у Массачусетському технологічному інституті.

## Наукова діяльність
Його дослідження призвели до розробки алгоритму посилення ансамблю. Разом з Йоавом Фройндом у 1996 році він винайшов алгоритм AdaBoost. За це вони двоє отримали у 2003 році премією Геделя.

## Досягнення
У 2014 році Роберт Шапіро був обраний членом Національної академії інженерних наук США за його внесок у машинне навчання.
В 2016 році, він став членом Національної Академії наук США.

## Родина
Син Захарій Шапіро, в даний час працює у своїй альма-матер — університеті Брауна.
Донька, Дженніфер Шапіро — починаюча співачка, що навчається в коледжі Оберлін.

## Вибрані твори
- Robert Schapire; Yoav Freund (2012). Boosting: Foundations and Algorithms. MIT. ISBN 978-0-262-01718-3.
- The strength of weak learnability, Machine Learning, 5, 1990, 197—227
- The design and analysis of efficient learning algorithms, MIT Press 1992